# Stora Krokvattnet (Blomskogs socken, Värmland)
Stora Krokvattnet är en sjö i Årjängs kommun i Värmland och ingår i Göta älvs huvudavrinningsområde. Sjön har en area på 0,725 kvadratkilometer och ligger 170,6 meter över havet.

## Delavrinningsområde
Stora Krokvattnet ingår i det delavrinningsområde (658884-128394) som SMHI kallar för Utloppet av Övre Blomsjön. Medelhöjden är 149 meter över havet och ytan är 16,92 kvadratkilometer. Det finns inga avrinningsområden uppströms utan avrinningsområdet är högsta punkten. Blommaälven som avvattnar avrinningsområdet har biflödesordning 3, vilket innebär att vattnet flödar genom totalt 3 vattendrag innan det når havet efter 242 kilometer. Avrinningsområdet består mestadels av skog (71 procent). Avrinningsområdet har 2,25 kvadratkilometer vattenytor vilket ger det en sjöprocent på 13,3 procent.